# What's Love Got to Do with It (album)
Pour les articles homonymes, voir What's Love Got to Do with It.
Albums de Tina Turner
Simply the Best
(1991) The Collected Recordings – Sixties to Nineties
(1994)
Singles
1. I Don't Wanna Fight
Sortie : 23 avril 1993
2. Disco Inferno
Sortie : 12 juillet 1993
3. Why Must We Wait Until Tonight
Sortie : 16 septembre 1993
4. Proud Mary
Sortie : 19 novembre 1993

What's Love Got to Do with It est le huitième album studio de Tina Turner, paru en juin 1993 sur le label allemand Parlophone. Il s'agit de la bande originale du film autobiographique Tina produit par Touchstone Pictures et sorti en 1993.

## Historique
Pour cet album, Turner a réenregistré plusieurs de ses chansons de la période d'Ike et Tina Turner, incluant leur premier tube A Fool in Love. Trois nouveaux titres ont également été inclus dans cet album dont I Don't Wanna Fight qui atteindra le top 10 aux États-Unis et au Royaume-Uni. L'album contient aussi la version de Tina du classique disco des Trammps Disco Inferno, une chanson qu'elle avait souvent joué en concert à la fin des années 1970, mais qu'elle n'avait jamais enregistré en studio auparavant. Deux morceaux de son album solo de 1984 Private Dancer figurent aussi dans cet opus, les titres I Might Have Been Queen et What's Love Got to Do with It qui donne son nom à l'album.

L'album atteint la 1re place du UK Albums Chart et a été certifié disque de platine dans divers pays, dont les États-Unis, le Royaume-Uni, la Suisse et la Nouvelle-Zélande.
Deux morceaux ne figurent pas sur la version américaine de l'album :  Shake a Tail Feather et Tina's Wish.

## Liste des titres
| 1.  | I Don't Wanna Fight                                             | Lulu, Billy Lawrie, Steve DuBerry                          | 6:06 |
| 2.  | Rock Me Baby (1993 version)                                     | B. B. King, Joe Josea                                      | 3:57 |
| 3.  | Disco Inferno                                                   | Leroy Green, Ron Kersey                                    | 4:03 |
| 4.  | Why Must We Wait Until Tonight                                  | Bryan Adams, Robert Lange                                  | 5:53 |
| 5.  | Stay Awhile                                                     | Terry Britten, Graham Lyle                                 | 4:50 |
| 6.  | Nutbush City Limits (1993 version)                              | Tina Turner                                                | 3:19 |
| 7.  | (Darlin') You Know I Love You (1993 version)                    | B. B. King, Jules Taub                                     | 4:27 |
| 8.  | Proud Mary (1993 version)                                       | John Fogerty                                               | 5:25 |
| 9.  | A Fool in Love (1993 version)                                   | Ike Turner                                                 | 2:54 |
| 10. | It's Gonna Work Out Fine (1993 version)                         | Sylvia McKinney, Rose McCoy                                | 2:49 |
| 11. | Shake a Tail Feather (1993 version)                             | Verlie Rice, Otis Hayes, Andre Williams                    | 2:32 |
| 12. | I Might Have Been Queen (1993 version)                          | Jeanette Obstoj, Rupert Hine, Jamie West-Oram, Tina Turner | 4:20 |
| 13. | What's Love Got to Do with It (de l'album Private Dancer, 1984) | Terry Britten, Graham Lyle                                 | 3:49 |
| 14. | Tina's Wish (1993 version)                                      | Tina Turner, Ike Turner                                    | 3:08 |

| 1.  | I Don't Wanna Fight                                             | Lulu, Billy Lawrie, Steve DuBerry                          | 6:06 |
| 2.  | Rock Me Baby (1993 version)                                     | B. B. King, Joe Josea                                      | 3:57 |
| 3.  | Disco Inferno                                                   | Leroy Green, Ron Kersey                                    | 4:03 |
| 4.  | Why Must We Wait Until Tonight                                  | Bryan Adams, Robert Lange                                  | 5:53 |
| 5.  | Nutbush City Limits (1993 version)                              | Tina Turner                                                | 3:19 |
| 6.  | (Darlin') You Know I Love You (1993 version)                    | B. B. King, Jules Taub                                     | 4:27 |
| 7.  | Proud Mary (1993 version)                                       | John Fogerty                                               | 5:25 |
| 8.  | A Fool in Love (1993 version)                                   | Ike Turner                                                 | 2:54 |
| 9.  | It's Gonna Work Out Fine (1993 version)                         | Sylvia McKinney, Rose McCoy                                | 2:49 |
| 10. | Stay Awhile                                                     | Terry Britten, Graham Lyle                                 | 4:50 |
| 11. | I Might Have Been Queen (1993 version)                          | Jeanette Obstoj, Rupert Hine, Jamie West-Oram, Tina Turner | 4:20 |
| 12. | What's Love Got to Do with It (de l'album Private Dancer, 1984) | Terry Britten, Graham Lyle                                 | 3:49 |

## Musiciens
| - Tina Turner : chant (frontman) - Laurence Fishburne : voix parlée sur It's Gonna Work Out Fine - James Ralston : guitare, chœurs - Terry Britten : guitare, chœurs - Gene Black : guitare - Keith Scott : guitare - Jamie West-Oram : guitare - Tim Pierce : guitare - Tim Cappello : saxophone, chant - Lee Thornburg : trompette, trombone - Rick Braun : trompette | - David Paich : piano - C.J Vanston : claviers, batterie (programmation) - Rupert Hine : claviers, programmation - Steve DuBerry : claviers, batterie (programmation), chœurs - Nick Glennie-Smith : claviers - Billy Livsey : claviers - Robbie King : Hammond B-3 - Bob Feit : basse - Trevor Morais : batterie - Graham Broad : batterie | - Curt Bisquera - batterie - Graham Jarvis : batterie - Simon Morton : percussions - Steve McNamara : programmation - The Tuck Back Twins : chœurs - Sharon Brown : chœurs - Jean McClain : chœurs - Jacquelyn Gouche : chœurs - Jam : chœurs - Cy Curnin : chœurs - Tessa Niles : chœurs |

## Ventes, certifications et classements
| Pays                     | Certification     | Ventes     | Meilleur classement hebdomadaire (1993) |
| ------------------------ | ----------------- | ---------- | --------------------------------------- |
| Allemagne (BVMI)         | Or                | 250 000    | 8e                                      |
| Australie                |                   |            | 30e                                     |
| Autriche (IFPI Autriche) | Or                | 25 000     | 6e                                      |
| Canada (Music Canada)    | Or                | 50 000     | 5e                                      |
| Espagne                  |                   |            | 17e                                     |
| États-Unis (RIAA)        | Platine           | 1 000 000  | 17e (Billboard 200)                     |
| États-Unis (RIAA)        | Platine           | 1 000 000  | 8e (Top R&B/Hip-Hop Albums)             |
| Union européenne         |                   |            | 4e                                      |
| Finlande                 |                   |            | 14e                                     |
| France (SNEP)            | Or                | 164 200    | 21e                                     |
| Hongrie                  |                   |            | 12e                                     |
| Italie                   |                   |            | 9e                                      |
| Nouvelle-Zélande (RMNZ)  | Platine           | 15 000     | 6e                                      |
| Norvège                  |                   |            | 6e                                      |
| Pays-Bas                 |                   |            | 12e                                     |
| Royaume-Uni (BPI)        | Platine           | 300 000    | 1er                                     |
| Suède                    |                   |            | 22e                                     |
| Suisse (IFPI Suisse)     | Platine           | 50 000     | 5e                                      |
| Estimations monde        | Estimations monde | 13 000 000 |                                         |